# Желтохвостая обезьяна
Желтохвостая обезьяна, или желтохвостая шерстистая обезьяна (лат. Oreonax flavicauda) — вид приматов из семейства паукообразных обезьян (Atelidae). Эндемики Перу. Очень редкий вид обезьян, встречающийся лишь в перуанских Андах в регионах Амазонас, Сан-Марин, Ла-Либертад и Лорето, а также близ города Уануко.

## Внешний вид
Взрослая обезьяна в длину достигает 54 см (без учёта хвоста). Длина хвоста, как правило, превышает длину туловища, доходя до 63 см. Самки весят до 5,7 кг, а самцы — до 6,3 кг. Мех составлен длинным и толстым волосом, что позволяет животным переносить низкую температуру, характерную для горных местообитаний.